# What’s Your Country Song
«What’s Your Country Song» — песня американского кантри-певца Томаса Ретта, вышедшая 11 ноября 2020 года в качестве первого сингла с его пятого студийного альбома Country Again: Side A (2021). Авторами песни выступили Ретт, его отец Rhett Akins, Ashley Gorley, Jesse Frasure и Parker Welling.

## История
В своём интервью Ретт объяснил: «Мы написали эту песню на гастролях в прошлом году в Далласе, штат Техас». «Это действительно о том, что независимо от того, где вы живёте или откуда вы, у каждого есть немного страны внутри своей души».

## Музыка
В песне упоминается не менее 16 кантри-хитов таких исполнителей, как Хэнк Уильямс, Джейк Оуэн, Рики Скэггс, Гарт Брукс и Дина Картер. Ретт сказал изданию The Boot: «„Как мы написали эту песню?“, … мы решили погрузиться в этот трек и сделать его тексты из старых кантри-песен, которые связаны с историей. И было действительно интересно, как мы начали продвигать песню. На самом деле я добавил одно из названий песни „That Ain't My Truck“ моего отца Rhett Akins во второй куплет. И поэтому мы выбрали много песен, которые, как мне казалось, действительно сформировали меня как артиста, и вложили их в эти строки».

## Коммерческий успех
«What’s Your Country Song» достиг позиции № 1 в американском радиоэфирном хит-параде кантри-музыки Billboard Country Airplay в неделю с 27 марта 2021 (16-й чарттоппер), и на № 1 в Hot Country Songs (2-й лидер этого чарта после Die a Happy Man) и был № 29 в Billboard Hot 100.

## Музыкальное видео
Режиссёром выступил TK McKamy, а премьера состоялась в ноябре 2020 года. Видео рассказывает о семье и детстве, проведённом в сельской местности, с изображениями кукурузных полей, пикников и футбольных матчей в старших классах.

## Концертные выступления
Ретт исполнил песню во время ежегодного музыкального праздника 30 ноября 2020 года на ABC.

## Чарты
| Чарт (2020—2021)                   | Высшая позиция |
| ---------------------------------- | -------------- |
| Австралия (Country Hot 50, TMN)    | 3              |
| Канада (Canadian Hot 100)          | 37             |
| Канада (Canada Country, Billboard) | 1              |
| США (Billboard Hot 100)            | 29             |
| США (Country Airplay, Billboard)   | 1              |
| США Hot Country Songs (Billboard)  | 1              |

| Чарт (2021)                        | Позиция |
| ---------------------------------- | ------- |
| Канада (Canadian Hot 100)          | 92      |
| США (Billboard Hot 100)            | 80      |
| США (Country Airplay, Billboard)   | 3       |
| США (Hot Country Songs, Billboard) | 13      |

## Сертификации
| Регион                                                                      | Сертификация | Продажи |
| --------------------------------------------------------------------------- | ------------ | ------- |
| Канада (Music Canada)                                                       | Золотой      | 40 000  |
| США (RIAA)                                                                  | Золотой      | 500 000 |
| Данные о продажах + прослушиваниях приведены только на основе сертификации. |              |         |